# Brigitte Oelke
Brigitte Margrit Oelke (née un 25 mai au XXe siècle à Saint-Gall) est une chanteuse et actrice de comédies musicales suisse.

## Biographie
Sa mère dirige le chœur d'enfants du Théâtre municipal de Saint-Gall, dans lequel Brigitte chante dès son plus jeune âge. Elle apprend également plusieurs instruments (piano, accordéon, guitare et flûte à bec). Néanmoins, le chant est sa plus grande passion. Un ami de la famille, le professeur Kurt Pahlen, veille à ce qu'elle reçoive une éducation musicale de premier ordre.
Au cours de sa formation de commis commerciale, Brigitte Oelke acquiert beaucoup d'expérience dans des groupes, par exemple avec son premier groupe Sterling ou "Nightgambler", elle fait une première tournée en Suisse.
À 19 ans et après avoir suivi une formation initiale, elle passe un an comme fille au pair à Los Angeles. Elle y suit des cours de chant, de jazz et de claquettes. Enfin, à Saint-Gall, Bregenz et Vienne, elle suit des cours particuliers de chant et de théâtre. En Allemagne, elle quitte la Stage School of Music Dance and Drama à Hambourg en tant qu'actrice qualifiée.
Brigitte Oelke est mariée à Robert Würges depuis 2014 et vit à Berlin.

## Carrière
En 1997, elle travaille avec Roman Polański et Jim Steinman sur la première de Tanz der Vampire à Vienne. Peu de temps après, elle collabore avec le metteur en scène allemand Dietrich Hilsdorf sur la première allemande de la comédie musicale Jekyll & Hyde. En novembre 2000, elle remporte le premier concours en tant que l'une des trois candidates qui doivent apporter la contribution suisse au tour préliminaire pour représenter l'Allemagne au Concours Eurovision de la chanson 2001. Avec Lesley Bogaert et Joy Fleming, elle présente la chanson Power of Trust et prend la deuxième place.
De décembre 2004 à octobre 2006, elle joue le rôle de "Killer Queen" dans la comédie musicale inspirée des chansons de Queen We Will Rock You à Cologne, lui donnant l'opportunité de travailler avec Brian May et Roger Taylor. En décembre 2006, elle s'installe à Zurich avec la production suisse de cette comédie musicale, à partir de janvier 2008, on peut la voir pour la première autrichienne au Raimundtheater de Vienne. De novembre 2008 à septembre 2010, Brigitte Oelke joue la Killer Queen dans We Will Rock You à l'Apollo Theater de Stuttgart, et d'octobre 2010 à octobre 2011 à Berlin au Theater des Westens. De décembre 2012 à mars 2013, elle est encore la Killer Queen en Suisse, au Musical-Theater de Bâle. D'avril 2013 à juin 2013 à Essen au Colosseum-Theater et de septembre 2014 à avril 2015 à Munich au Deutsches Theater, à l'Alte Oper Frankfurt, au Stadthalle Wien et au Mehr-Theater am Großmarkt à Hambourg.
De 2012 à 2013, elle tient le rôle de Mama Morton dans la comédie musicale Chicago au théâtre de Saint-Gall. La même année 2012, elle tient le rôle d'Acid Queen dans l'opéra rock Tommy au théâtre de Bielefeld jusqu'en 2013. En 2013, on peut également la voir à Bielefeld dans la comédie musicale City of Angels dans le double rôle de Carla Haywood/Alaura Kingsley.
Lors de la première mondiale de l'opéra rock Jedermann de Wolfgang Böhmer et Peter Lund, elle est la première Mort féminine au DomStufen-Festspiele à Erfurt. On peut la découvrir dans le rôle de Norma Desmond dans la comédie musicale Sunset Boulevard de 2015 à 2016 au théâtre de Bielefeld. Pour la nouvelle production de Mozart! mise en scène par Harry Kupfer, elle interprète le rôle de Caecilia Weber au Raimundtheater de Vienne de septembre 2015 à mars 2016. En octobre 2016, elle incarne l'ancienne directrice de théâtre dans The One Grand Show au Friedrichstadt-Palast.

## Source de la traduction
- (de) Cet article est partiellement ou en totalité issu de l’article de Wikipédia en allemand intitulé « Brigitte Oelke » (voir la liste des auteurs).